# Ludwig Geiger
Ludwig Geiger (Breslavia, 1848 – 1919) è stato uno storico tedesco.

## Biografia
Figlio di Abraham Geiger, fu insegnante dal 1880 di letteratura all'ateneo di Berlino, si rese noto per alcuni studi su Petrarca e Dante, nonché Johann-Peter Eckermann e Schaffen.
Fu il primo e più noto traduttore delle opere di Ernest Renan in tedesco.
Nel 1871 stampò l'opera, in due volumi, Geschichte der Juden in Berlin (Storia degli ebrei a Berlino), che, benché ad oggi incompleta, è ancora l'opera centrale sull'argomento in quanto fu la prima scritta utilizzando il concetto di fonti e archivio. Partecipò alla redazione dell'opera di storia Allgemeine Geschichte in Einzeldarstellungen, realizzata da un gruppo di professori tedeschi, coordinati da Wilhelm Oncken.
Nel 1880 iniziò l'attività di editore dei Goethe-Jahrbuchs, un'opera che raggiunse i 34 volumi e che, dalla data dell'uscita al 1913, data di interruzione delle pubblicazioni a causa delle origini ebree di Geiger, fu il fulcro di tutti gli studi tedeschi sulla figura e sull'opera di Goethe.